# Мішка, Серьога і я (фільм)
«Мішка, Серьога і я» — радянський художній фільм 1961 року за однойменною повістю Н. Зелеранського і Б. Ларіна.

## Сюжет
В одній з московських шкіл навчалися троє друзів: відмінник, але боягузливий Гарік, бешкетник Серьога і правдолюб Мішка. Восьмий «Г» клас, де навчалися герої, довгий час був без класного керівника, в ньому погіршилася дисципліна, і вчителі прозвали його восьмим «О», що означало «орда». Але одного разу в цей клас прийшов новий класний керівник, Геннадій Миколайович Козлов — молодий учитель математики і, як потім випадково з'ясувалося, чемпіон Радянського Союзу з боксу (Василь Шукшин). Принциповість і строгість вчителя викликають бурхливий протест малокерованого класу…

## У ролях
- Юрій Козулін — Мішка Сперанський
- Віктор Семенов —  Серьога Іванов
- Валерій Рижаков —  Гарік (Ігор) Верезін
- Василь Шукшин —  класний керівник Геннадій Миколайович Козлов
- Володимир Гусєв —  Званцев Григорій Олександрович, боксер
- Олександр Лебедєв —  Василь Марасанов, «Марасан»
- Алла Красовська —  Аня Мальцева
- Леонід Смирнов —  Гуреєв Сашка
- Валерій Пічугін —  Синіцин
- Лідія Драновський —  мама Гаріка, Єлизавета
- Галина Васильєва —  Катюша, подруга Званцева
- Петро Любешкін —  В'ячеслав Андрійович, директор школи
- Ян Янакієв —  Олексій Іванович, тато Гаріка
- Юрій Чекулаєв —  лікар медкомісії
- Вікторія Чаєва —  вчителька історії
- Борис Романов —  електрик
- Петро Соболевський —  вчитель

## Знімальна група
- Автори сценарію:  Ніссон Зелеранський,  Борис Ларін
- Постановка:  Юрій Побєдоносцев
- Оператор: М. Бруєвич
- Художники:  Людмила Безсмертнова,  Ірина Захарова
- Композитор:  Юрій Левітін